# Campeonato Paraguaio de Futebol de 1963
O Campeonato Paraguaio de Futebol de 1963 foi o quinquagésimo terceiro torneio desta competição. Participaram onze equipes. A partir da edição de 1961 foi implantado um sistema de playoff para o ascenso, entre o último colocado da primeira divisão com o campeão da segunda divisão. O campeão da edição de 1962, o General Caballero Sport Club, perdeu os playoffs contra o Sol de América,fazendo com que este último mantivesse sua posição no primeiro escalão. O campeão do torneio representaria o Paraguai na Copa Libertadores da América de 1964
| Equipe                    | Cidade      | Departamento     | No ano anterior                                                                                   | Estádio | Capacidade | Títulos                                | Participações |
| ------------------------- | ----------- | ---------------- | ------------------------------------------------------------------------------------------------- | ------- | ---------- | -------------------------------------- | ------------- |
| Club Cerro Porteño        | Assunção    | Distrito Capital | Quarto Lugar                                                                                      | --      | --         | 12 (último em 1961)                    | 47            |
| Club Guaraní              | Assunção    | Distrito Capital | Quinto Lugar                                                                                      | --      | --         | 5 (1906,1907, 1921, 1923, 1949 )       | 52            |
| Club Nacional             | Assunção    | Distrito Capital | Vice Campeão                                                                                      | --      | --         | 6 (1909, 1911, 1924, 1926, 1942, 1946) | 53            |
| Club Olimpia              | Assunção    | Distrito Capital | Campeão                                                                                           | --      | --         | 19 (último em 1962)                    | 53            |
| Sol de América            | Assunção    | Distrito Capital | Ganhador do Playoff contra o campeão do Campeonato Paraguaio de Futebol de 1962 - Segunda Divisão | --      | --         | 0 (não possui)                         | 50            |
| Club Libertad             | Assunção    | Distrito Capital | Sexto Lugar                                                                                       | --      | --         | 6 (1910, 1920, 1930,1943, 1945, 1955 ) | 49            |
| Club Sportivo Luqueño     | Luque       | Central          | Décimo Lugar                                                                                      | --      | --         | 2 (1951,1953)                          | 34            |
| Club River Plate          | Assunção    | Distrito Capital | Terceiro Lugar                                                                                    | --      | --         | 0 (não possui)                         | 45            |
| Club Presidente Hayes     | Assunção    | Distrito Capital | Oitavo Lugar                                                                                      | --      | --         | 1 (1952)                               | 38            |
| Club Atlético Tembetary   | Ypané       | Central          | Sétimo Lugar                                                                                      | --      | --         | 0 (não possui)                         | 5             |
| Club Sportivo San Lorenzo | San Lorenzo | Central          | Nono Lugar                                                                                        | --      | --         | 0 (não possui)                         | 8             |

## Premiação
| Campeonato Paraguaio 1963 Primeira Divisão |
| Assunção                                   |
| ------------------------------------------ |
| Club Cerro Porteño Campeão (13º título)    |